# Finn Laudrup
Pour les articles homonymes, voir Laudrup.
Finn Laudrup, né le 31 juillet 1945, est un footballeur international danois des années 1960 et 1970. 
Il est le père de Michael Laudrup et de Brian Laudrup et le grand-père de Mads Laudrup et d'Andreas Laudrup, tous footballeurs professionnels.

## Biographie
Il joue son premier match en équipe nationale le 24 mai 1967 contre la Hongrie, et son dernier le 27 juin 1979 face à l'Union soviétique.
En 1972, il dispute un match face à l'Écosse comptant pour les éliminatoires de la Coupe du monde 1974.

## Palmarès
- Champion du Danemark en 1980 avec le Kjøbenhavns Boldklub